# エスタディオ・セメントス・プログレソ
エスタディオ・セメントス・プログレソ(スペイン語: Estadio Cementos Progreso)は、グアテマラの首都グアテマラシティにある多目的スタジアムである。

## 概要
1991年に建設された。収容人数は17,000人。面している通りの名前からエスタディオ・ラ・ペドレーラ(スペイン語: Estadio La Pedrera)と呼ばれることもある。グアテマラ国内では、エスタディオ・マテオ・フローレスに次ぐ2番目に大きいスタジアムである。現在のスタジアム名は、国内のセメントを扱う建設会社「セメントス・プログレソ」がスタジアム建設に関わったことに由来している。
主にサッカーの試合に用いられ、リーガ・ナシオナル・グアテマラに所属するコムニカシオネスFCがホームスタジアムとして使用している他、サッカーグアテマラ代表がホームスタジアムとして利用することがある。
2010年にはグアテマラで開催された2010 CONCACAF U-20女子選手権の会場として使用された。

## 交通アクセス
グアテマラシティの中心街からは北に少し外れたところにある。ラ・アウロラ国際空港からはタクシーで約20分。